# Павловский (Новосибирская область)
Павловский — упразднённый посёлок в Карасукском районе Новосибирской области. На момент упразднения входил в состав Ирбизинского сельсовета. Исключен из учётных данных в 1971 году.

## География
Посёлок располагался у озера Горькое, в 7,5 км (по прямой) к северо-западу от села Ирбизино.

## История
Посёлок был основан в 1908 г. В 1928 году деревня Павловка состояла из 36 хозяйств. В административном отношении являлась центром Павловского сельсовета Черно-Курьинского района Славгородского округа Сибирского края.
Решением Новосибирского облисполкома от 04.01.1971 г. № 2 посёлок исключен из учётных данных как фактически не существующий.

## Население
В 1928 году в деревне проживало 207 человек (103 мужчины и 104 женщины), основное население — украинцы.